# Synotis sciatrephes
Synotis sciatrephes là một loài thực vật có hoa trong họ Cúc. Loài này được (W.W.Sm.) C.Jeffrey & Y.L.Chen miêu tả khoa học đầu tiên năm 1984.